# Nellie Melba
Nellie Melba, pseudonimo di Helen Porter Mitchell (Richmond, 19 maggio 1861 – Sydney, 23 febbraio 1931), è stata un soprano australiano.

## Biografia
Studiò canto a Melbourne. Successivamente si sposta nel Queensland dove nel 1882 sposa Charles Nesbitt Frederick Armstrong a Brisbane e nel 1883 nasce il loro figlio George. In seguito si separa dal marito e torna a Melbourne dove ebbe luogo la sua prima apparizione in pubblico, presso il Melbourne Town Hall nel 1884. Fu proprio in ricordo della sua città natale che adottò il nome d'arte di Nellie Melba.
Dal 1886 studia a Parigi con Mathilde Marchesi e dopo pochi mesi firma un contratto con l'impresario Maurice Strakosch. Dopo la morte dell'impresario esordisce il 12 ottobre 1887 come Gilda in Rigoletto al La Monnaie/De Munt di Bruxelles dove poi è Violetta ne La traviata, dal maggio 1888 canta Lucia di Lammermoor al Royal Opera House, Covent Garden di Londra e nel 1889 è Ophélie in Hamlet all'Opéra national de Paris con successo. Nel giugno dello stesso anno a Londra è Giulietta in Romeo e Giulietta di Charles Gounod con Jean de Reszke e nel luglio 1890 è la protagonista nella prima di Esmeralda di Arthur Goring Thomas con Jean De Reszke a Londra.
Dopo il 1890 inizia una relazione con Luigi Filippo Roberto d'Orléans che l'accompagna quando va a cantare per Nicola II di Russia.
A Londra nel 1893 è Nedda in Pagliacci.
Per il Metropolitan Opera House di New York esordisce nel dicembre 1893 come Lucia in Lucia di Lammermoor diretta da Luigi Mancinelli seguita da Ophélie in Hamlet diretta da Enrico Bevignani, Nedda in Pagliacci con Fernando De Lucia e Mario Ancona e Gilda in Rigoletto con Sofia Scalchi, nel 1894 la protagonista in Semiramide (Rossini) con Édouard de Reszke, Giulietta in Romeo e Giulietta (Gounod) bissando l'aria Je veux vivre, Elisabeth in Tannhäuser (opera), Elsa in Lohengrin (opera), Marguerite in Faust, canta nel Mme. Melba in a Grand Operatic Concert a New Haven, Micaela in Carmen (opera), la protagonista in Elaine di Herman Bemberg e Marguerite de Valois ne Les Huguenots con Victor Maurel, nel 1896 la protagonista in Manon (Massenet) e Brünnhilde in Sigfrido (opera) diretta da Anton Seidl, nel 1900 Mimì ne La bohème con Giuseppe Cremonini Bianchi e Marcel Journet e Violetta ne La traviata a San Francisco e nel 1901 Infanta in Le Cid di Jules Massenet. Fino al 1910 ha cantato in 238 recite del Met.
Divenne uno dei migliori soprani al mondo facendo coppia con Enrico Caruso nella Bohème. La sua voce di soprano lirico-leggero, dotata di notevole agilità, fu particolarmente apprezzata in Inghilterra e negli Stati Uniti. Lavorò con Malcolm McEachern, Ella Caspers e Ada Crossley.
Sposò il nobile Charles Frederick Nisbett Armstrong dal quale ebbe un figlio, George. Anche se sulla carta durò quasi vent'anni, il matrimonio fu tempestoso sin dall'inizio e si concluse con il divorzio.
Ritornata in Australia, divenne direttore del conservatorio di Melbourne fino alla sua morte. Il grande chef francese Auguste Escoffier creò, in suo onore, la pesca Melba, un particolare tipo di dessert, e lo spuntino noto come Melba toast.
Nel 1931 muore, per setticemia, all'ospedale di Sydney.

## Repertorio
| Ruolo                | Titolo                  | Autore      |
| -------------------- | ----------------------- | ----------- |
| Micaela              | Carmen                  | Bizet       |
| Lucia Ashton         | Lucia di Lammermoor     | Donizetti   |
| Margherita           | Faust                   | Gounod      |
| Giulietta Capuleti   | Romeo e Giulietta       | Gounod      |
| Nedda                | Pagliacci               | Leoncavallo |
| Luisa                | I Rantzau               | Mascagni    |
| Manon Lescaut        | Manon                   | Massenet    |
| Infanta              | Le Cid                  | Massenet    |
| Margherita di Valois | Gli ugonotti            | Meyerbeer   |
| Mimì                 | La bohème               | Puccini     |
| Rosina               | Il barbiere di Siviglia | Rossini     |
| Semiramide           | Semiramide              | Rossini     |
| Ofelia               | Amleto                  | Thomas      |
| Gilda                | Rigoletto               | Verdi       |
| Violetta Valéry      | La traviata             | Verdi       |
| Oscar                | Un ballo in maschera    | Verdi       |
| Aida                 | Aida                    | Verdi       |
| Desdemona            | Otello                  | Verdi       |
| Elisabetta           | Tannhäuser              | Wagner      |
| Elsa di Brabante     | Lohengrin               | Wagner      |
| Brunilde             | Sigfrido                | Wagner      |

## Discografia parziale
- Great Singers: Nellie Melba (1907), 2004 Naxos
- The Farewell Concert - Nellie Melba, 2008 Past Classics
- Nellie Melba - 1861-1931, 1998 Nimbus
- Great Voices Of The Century: Nellie Melba, 2013 Essential Media Group
- The Best of Her Victor Recordings Vol. 1 - Nellie Melba, 2009 Fono
- Nellie Melba - London and Middlesex Recordings, 2004 Naxos
- Nellie Melba - Paris and London Recordings (1908-1913), 2003 Naxos
- Nellie Melba - London Recordings, 2002 Naxos
- Melba: Complete Gramophone Company Recordings, Vol. 1 - Landon Ronald & Nellie Melba, 2002 Naxos
- Dame Nellie Melba: An Opera Recital - Nellie Melba/Jan Kubelik/Philippe Gaubert/John McCormack/Edna Thornton/Mario Sammarco/John Brownlee/Harold Craxton, 1988 Symposium